# كليف هيثكوت
كليف هيثكوت (بالإنجليزية: Cliff Heathcote)‏ هو لاعب كرة قاعدة أمريكي، ولد في 24 يناير 1898 في جلان روك في الولايات المتحدة، وتوفي في 24 سبتمبر 1939 في يورك في الولايات المتحدة بسبب انصمام رئوي.

## وصلات خارجية
- كليف هيثكوت على موقعبيزبول رفرنس.كوم (الدوري الرئيسي) (الإنجليزية)
- كليف هيثكوت على موقعبيزبول رفرنس.كوم (الدوري الثانوي) (الإنجليزية)
- كليف هيثكوت على موقع جمعية أبحاث البيسبول الأمريكية (الإنجليزية)